# Mauritius-Gans
Die Mauritius-Gans (Alopochen mauritiana) ist eine ausgestorbene Gänseart von Mauritius.

## Beschreibung
Die Mauritius-Gans war nahe mit der Nilgans verwandt. Sie ist nur durch zwei Carpometacarpus-Knochen, die 1889 in Mare aux Songes gefunden wurden, und alten Reiseberichten aus dem 17. und 18. Jahrhundert bekannt. Sie erreichte ungefähr die Größe der Ringelgans. Ihre äußere Erscheinung ist unbekannt, aber der japanische Ornithologe Masauji Hachisuka zitierte 1953 in seinem Buch The Dodo and the Kindred Birds den Reisenden John Marshall, der 1668 in seinem Werk Memorandum concerning India Gänse auf Mauritius erwähnte, bei denen die Flügelspitzen und die vordere Flügelhälfte schwarz waren. Früher nahm man an, dass die Mauritius-Gans mit der Höckerglanzgans verwandt ist, aber der Paläontologe Charles William Andrews stellte 1897 fest, dass die Knochen auf eine Verwandtschaft mit den Nilgänsen schließen lassen. Manche Wissenschaftler halten sie für konspezifisch mit der ebenfalls ausgestorbenen Madagaskar-Gans (Alopochen sirabensis). In diesem Fall müsste sie als Nominatform Alopochen mauritianus mauritianus und die Madagaskar-Gans als Unterart Alopochen mauritianus sirabensis betrachtet werden.

## Aussterben
Wie ihre Verwandte – die Réunion-Gans – wurde die Mauritius-Gans rücksichtslos bis zu ihrer Ausrottung gejagt. Ihr Fleisch war sehr schmackhaft und sie war leicht zu fangen. 1681 noch halbwegs zahlreich, brach die Population bald vollständig zusammen. François Leguat schrieb 1708 in seinen Aufzeichnungen, dass sie um 1693 bereits selten war, und 1698 wurde sie von Gouverneur Roelof Deodati für ausgestorben erklärt.